# Île de Champagne
L'île de Champagne est une île de l'Oise faisant partie du territoire de la commune de Champagne-sur-Oise (Val-d'Oise). 

## Description
Elle s'étend sur environ 520 m de longueur pour une largeur de moins de 55 m. Entièrement boisée, il reste quelques bâtiments sur l'île.

## Histoire
Elle a été représentée par le peintre Ernest-Louis-Ferdinand Renet dit Tener au milieu du XIXe siècle. 
Elle fut le théâtre de combat lors de la Seconde Guerre mondiale. 